# Brutti, sporchi e affamati
Brutti, sporchi e affamati (Hairy bikers) è un programma statunitense trasmesso in Italia da DMAX.

## Trama
I protagonisti del programma sono gli Hairy Bikers cioè Bill Allen e Paul Patranella, due amici texani che da vent'anni cucinano e vanno in moto insieme. In ogni episodio Bill e Paul girano sulle loro Harley Davidson per vari paesi e città di uno stato degli USA per cucinare e assaggiare le prelibatezze locali.
Spesso si procurano il cibo che cucinano come quando cacciano nutrie in Louisiana e mietono il grano in Oklahoma.